# Тилен дял
Тилният дял (lobus occipitalis) е един от четирите дяла на крайния мозък.
Предната му граница е условната линия, свързваща структурите sulcus parietooccipitalis и incisura preoccipitalis. В тилния дял има малки и непостоянни бразди и гънки.
Основната му функция е визуалното възприятие, включително за цветовете, формите и движението. Увреждане на тази област може да причини агнозия, халюцинации, неспособност за разпознаване на думи и обекти и други.